# Lucy Pinder
Lucy Katherine Pinder (Winchester, 20 dicembre 1983) è una modella, personaggio televisivo e attrice britannica.

## Carriera

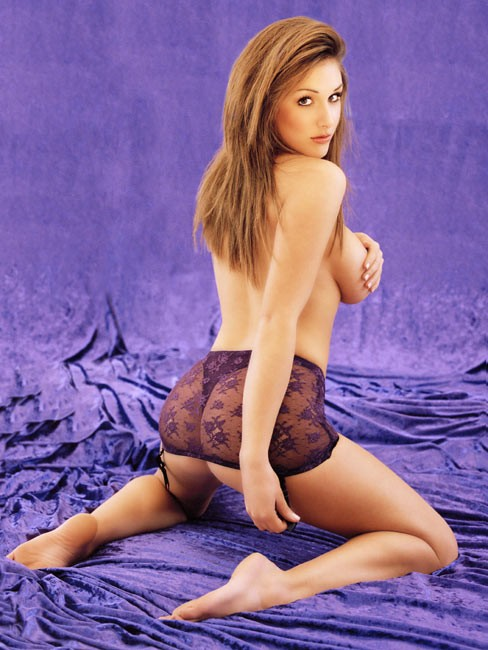
Lucy Pinder posa con la tecnica dell'handbra.

Maggiorata naturale, fu notata dal fotografo freelance Lee Earle mentre prendeva il sole sulla spiaggia di Bournemouth nell'estate del 2003. A seguito delle fotografie scattate quel giorno, sottoscrisse un contratto professionale come modella con il Daily Star, rivista inglese.
Compare per la prima volta nell'edizione 2005 delle 100 donne più sexy nel mondo stilata da FHM ("FHM 100 Sexiest Women in the World"), quando le viene conferito il 16º posto. L'anno successivo appare in 35ª posizione. Nel 2007 scende al 92º posto, dopo aver ricevuto una piccola copertina nel magazine FHM, di proprietà di EMAP.
Nel 2008 ha pubblicato il suo primo calendario sexy. Nel giugno dello stesso anno ha posato in topless per la rivista Nuts, di cui è stata la principale modella, assieme alla collega Sophie Howard. Nel gennaio 2009 ha partecipato alla versione VIP del Grande Fratello inglese. È ambasciatrice dell'associazione Kick 4 Life.